# Gliese 868
Gliese 868 is een oranje dwerg met een spectraalklasse van K4.5Vk. De ster bevindt zich 43,30 lichtjaar van de zon.